# عمران علی‌محمدی
عمران علیمحمدی (متولد سال ۱۳۴۴ - وفات ۲۳ آبان ۱۳۹۹ در ایلام) اصالتاً ازشهرستان سیروان نمایندهٔ (میان‌دوره‌ای) دورهٔ نهم مجلس شورای اسلامی از حوزهٔ انتخابیهٔ ایلام / ملکشاهی / ایوان / شهرستان چرداول / مهران در استان ایلام بود. وی یکی از ۱۱ نماینده پیشین مجلس بود. 
عمران علی محمدی درصبح جمعه،  ۲۳  آبان ۱۳۹۹ پس از یک هفته کما به دلیل ابتلابه بیماری کرونا دارفانی را وداع گفت.